# CNO-cyklus
I stjerner, som er mere massive end ca. 0,8 solmasser, er kernetemperaturen så høj, at der kan produceres helium i en cyklus af atomare kernefusioner med kulstof, kvælstof og ilt som katalysatorer, den såkaldte CNO-cyklus – Carbon-Nitrogen-Oxygen cyklus.
CNO-cyklussen blev foreslået af Hans Bethe i 1938, kun 6 år efter opdagelsen af neutronen.
Eftersom CNO-cyklussen er meget temperaturafhængig, udgør den en lille del af den samlede energiproduktion i de lette stjerner, men dens betydning vokser eksponentielt med øget stjernemasse.
Miljø for CNO-cyklus

(text kommer senere)
Model for betegnelser ved atomer: AZx hvor A er atommasse, Z er antal protoner og x er det kemiske symbol.

## CNO-I
CNO-I cyklus har, i lighed med de andre CNO cykler, sit navn, fordi de starter og slutter med samme grundstof, efter at have omdannet fire brintatomer til et heliumatom.
CNO cyklus I forløber fra start til slut således: 126C→137N→136C→147N→158O→157N→126C 

| Proces    | → | Resultat       | energiudvikling                      |
| 126C + 1H | → | 137N + γ       | 1.95 MeV                             |
| 137N      | → | 136C + e+ + νe | 1,20 MeV (halveringstid 9,965 min.)  |
| 136C + 1H | → | 147N + γ       | 7,54 MeV                             |
| 147N + 1H | → | 158O + γ       | 7,35 MeV                             |
| 158O      | → | 157N + e+ + νe | 1,73 MeV (halveringstid 122,24 sek.) |
| 157N + 1H | → | 126C + 42He    | 4,96 MeV                             |

hvor e+ er en positron, γ er en foton, νe er en elektronneutrino, isotoper af hhv. H = Brint (Hydrogen), He = Helium, C = Kulstof (Carbon), N = Kvælstof (nitrogen), O = Ilt (Oxygen) og F = Fluor. Energien frigjort ved denne reaktion er af størrelsesordenen millioner af elektronvolt, der kun er en lille energimængde, men til gengæld sker der et enormt antal reaktioner sideløbende.

## CNO-II
CNO-II forekommer i kun 0.04% af CNO-cyklerne og foregår i kernen på stjerner, som er mere massive end ca. 0,8 solmasser.
CNO cyklus II forløber fra start til slut således: 157N→168O→179F→178O→147N→158O→157N:

| Proces    | → | Resultat       | energiudvikling                      |
| 157N + 1H | → | 168O + γ       | 12,13 MeV                            |
| 168O + 1H | → | 179F + γ       | 0,60 MeV                             |
| 179F      | → | 178O + e+ + νe | 2,76 MeV (halveringstid 64,49 sek.)  |
| 178O + 1H | → | 147N + 42He    | 1,19 MeV                             |
| 147N + 1H | → | 158O + γ       | 7,35 MeV                             |
| 158O      | → | 157N + e+ + νe | 2,75 MeV (halveringstid 122,24 sek.) |

## CNO-III
CNO-III forekommer næsten udelukkende i massive stjerner. Den har udgangspunkt i en variant af en af fusionerne i CNO-II, nemlig når 178O + 11H producerer 189Fluor i stedet for 147Kvælstof (N).
CNO cyklus III forløber fra start til slut således: 178O→189F→188O→157N→168O→179F→178O.

| Proces    | → | Resultat       | energiudvikling                        |
| 178O + 1H | → | 189F + γ       | 5,61 MeV                               |
| 189F      | → | 188O + e+ + νe | 1,656 MeV (halveringstid 109,771 min.) |
| 188O + 1H | → | 157N + 42He    | 3,98 MeV                               |
| 157N + 1H | → | 168O + γ       | 12,13 MeV                              |
| 168O + 1H | → | 179F + γ       | 0,60 MeV                               |
| 179F      | → | 178O + e+ + νe | 2,76 MeV (halveringstid 64,49 sek.)    |

## CNO-IV
CNO-IV forekommer også næsten udelukkende i massive stjerner. Den har udgangspunkt i en variant af en af fusionerne i CNO-III, nemlig når 188O + 11H producerer 199Fluor i stedet for 157Kvælstof.
CNO cyklus IV forløber fra start til slut således: 199F→168O→179F→178O→189F→188O→199F.

| Proces    | → | Resultat       | energiudvikling                        |
| 199F + 1H | → | 168O + 42He    | 8,114 MeV                              |
| 168O + 1H | → | 179F + γ       | 0,60 MeV                               |
| 179F      | → | 178O + e+ + νe | 2,76 MeV (halveringstid 64,49 sek.)    |
| 178O + 1H | → | 189F + γ       | 5,61 MeV                               |
| 189F      | → | 188O + e+ + νe | 1,656 MeV (halveringstid 109,771 min.) |
| 188O + 1H | → | 199F + γ       | 7,994 MeV                              |

## Højtemperatur CNO cykler
Tekst mangler, hjælp os med at skrive teksten

## HCNO-I
HCNO cyklus I forløber fra start til slut således: 126C→137N→148O→147N→158O→157N→126C:

| Proces    | → | Resultat       | energiudvikling                      |
| 126C + 1H | → | 137N + γ       | 1,95 MeV                             |
| 137N + 1H | → | 148O + γ       | 4,63 MeV                             |
| 148O      | → | 147N + e+ + νe | 5,14 MeV (halveringstid 70,641 sek.) |
| 147N + 1H | → | 158O + γ       | 7,35 MeV                             |
| 158O      | → | 157N + e+ + νe | 2,75 MeV (halveringstid 122,24 sek.) |
| 157N + 1H | → | 126C + 42He    | 4,96 MeV                             |

### HCNO-II
HCNO cyklus II forløber fra start til slut således: 157N→168O→179F→1810Ne→189F→158O→157N:

| Proces    | → | Resultat       | energiudvikling                      |
| 157N + 1H | → | 168O + γ       | 12,13 MeV                            |
| 168O + 1H | → | 179F + γ       | 0,60 MeV                             |
| 179F + 1H | → | 1810Ne + γ     | 3,92 MeV                             |
| 1810Ne    | → | 189F + e+ + νe | 4,44 MeV (halveringstid 1,672 sek.)  |
| 189F + 1H | → | 158O + 42He    | 2,88 MeV                             |
| 158O      | → | 157N + e+ + νe | 2,75 MeV (halveringstid 122,24 sek.) |

### HCNO-III
HCNO cyklus III forløber fra start til slut således: 189F→1910Ne→199F→168O→179F→1810Ne→189F:

| Proces    | → | Resultat       | energiudvikling                     |
| 189F + 1H | → | 1910Ne + γ     | 6,41 MeV                            |
| 1910Ne    | → | 199F + e+ + νe | 3,32 MeV (halveringstid 17,22 sek.) |
| 199F + 1H | → | 168O + 42He    | 8,11 MeV                            |
| 168O + 1H | → | 179F + γ       | 0,60 MeV                            |
| 179F + 1H | → | 1810Ne + γ     | 3,92 MeV                            |
| 1810Ne    | → | 189F + e+ + νe | 4,44 MeV (halveringstid 1,672 sek.) |